# Rheumaptera badiaria
Rheumaptera badiaria là một loài bướm đêm trong họ Geometridae.